# Патрік Шене
Патрі́к Шене́ (фр. Patrick Chesnais; нар. 18 березня 1947, Ла-Гаренн-Коломб, О-де-Сен, Франція) — французький актор, кінорежисер та сценарист.

## Біографія
Патрік Шене народився 18 березня 1947 року в місті Ла-Гаренн-Коломб (департамент О-де-Сен, Франція) в сім'ї промислового дизайнера Алексіса Шене та домогосподарки Жизель Колле́. У дитинстві він займався футболом і брав участь у великих змаганнях. Здобувши середню освіту в ліцеї імені П'єра Корнеля в Руані, закінчив підготовчі курси в коледжі радіоелектроніки, але пішов на навчання до Регіональної консерваторії Руана. У віці вісімнадцяти років вступив до Національної консерваторії драматичного мистецтва в Парижі.

## Творча кар'єра
У 1968 році Патрік Шене отримав свою першу театральну роль та упродовж десяти років пропрацював на театральній сцені. Зніматися в кіно і на телебаченні Шене почав у середині 1970-х. Його дебютною кінострічкою став фільм режисера Жака Розьє 1974 року «Черепахи, що врятувалися з острова», у якій актор знявся спільно з П'єром Рішаром.
У 1989 році Патрік Шене отримав французьку національну кінопремію «Сезар» за роль другого плану у драмедійному фільмі «Чтиця» Мішеля Девіля, де він знявся у партнерстві з Міу-Міу. Наприкінці 1980-х років Шене став відомим завдяки ролям у популярних комедіях Дідьє Камінки «Лелеки — не такі, як про них думають» (1989) та «Службове просування через канапу» (1990).
У 2001 році Патрік Шене дебютував як режисер фільмом «Милий хлопчик», який був відзначений призом Алена Пуаре за найкращу режисуру на міжнародному фестивалі молодих кінематографістів у Сен-Жан-де-Люз. У 2000-х роках актор багато співпрацював з кінематографістами нового покоління, такими як Філіпп Гаррель, Мануель Пуарьє і Ремі Вотерхаус. Стрічка Стефана Брізе, знята в 2005 році, «Я тут не для того, аби мене любили», принесла Шене ще одну номінацію на премію «Сезар» за найкращу головну чоловічу роль.
Міжнародну популярність Патріку Шене принесла участь у драматичному фільмі Джуліана Шнабеля «Скафандр і метелик» (2007). У 2018 році актор знову знявся у Шнабеля у біографічній стрічці «Ван Гог. На порозі вічності», де його партнерами по знімальному майданчику виступили Віллем Дефо, Руперт Френд, Оскар Айзек, Мадс Міккельсен, Матьє Амальрік, Еммануель Сеньє, Нільс Ареструп та ін.
28 березня 2012 року Патрік Шене був нагороджений кавалерським орденом Почесного легіону.

## Особисте життя
Патрік Шене одружений з акторкою Жозіан Столеру, з якою у них є спільна дочка Емілі Шене, яка також стала акторкою. Він також має двох синів, народжених поза шлюбом — Фердинанда (1986—2006) та Віктора (нар. 15 травня 2008). Фердинанд загинув 13 жовтня 2006 року в автомобільній аварії, спричиненій алкогольним сп'янінням. У квітні 2007 року Патрік Шене заснував «Асоціацію Фердинанда» — некомерційну організацію, що створює відеоролики про шкоду алкоголю. У вересні 2008 року він опублікував книгу спогадів про свого сина «Де Фердинанд?: Щоденник батька-сироти».

## Фільмографія (вибіркова)

### Актор
| Рік       |    | Українська назва                         | Оригінальна назва                                      | Роль                                       |
| --------- | -- | ---------------------------------------- | ------------------------------------------------------ | ------------------------------------------ |
| 1966—1986 | с  | Сьогодні ввечері в театрі                | Au théâtre ce soir                                     | Жан                                        |
| 1970      | с  | Місце злочину                            | Tatort                                                 | Андерс Етчегоєн                            |
| 1975—1991 | с  | Сінема 16                                | Cinéma 16                                              | інспектор Маріон                           |
| 1976      | ф  | Пан Альбер                               | Monsieur Albert                                        | Франсуа                                    |
| 1976      | ф  | Черепахи, що врятувалися з острова       | Les naufragés de l'île de la Tortue                    | Жерар                                      |
| 1977—1989 | с  | Малий театр Антенн-2                     | Le petit théâtre d'Antenne 2                           | Шарлі                                      |
| 1978      | ф  | Досьє на 51-го                           | Le dossier 51                                          | агент «Адес»                               |
| 1979      | ф  | На самому краєчку лави                   | Au bout du bout du banc                                | Біллі                                      |
| 1979      | ф  | Залиш мені сни                           | Laisse-moi rêver                                       | Поль                                       |
| 1979      | ф  | Ставки зроблені                          | Rien ne va plus                                        | Джеффі / інспектор Лужон / мосьє Пойтронно |
| 1979      | ф  | Слід гігантів                            | L'empreinte des géants                                 | військовик Дромнер                         |
| 1980      | ф  | Коктейль Молотова                        | Cocktail Molotov                                       | Рукер                                      |
| 1980      | ф  | Господарське око                         | L'oeil du maître                                       | Марк Дюма                                  |
| 1980      | ф  | Близько до серця                         | Ras le coeur!                                          | поліцейський Верньє                        |
| 1980      | ф  | Перша поїздка                            | Premier voyage                                         | Ян Ламбер                                  |
| 1980      | ф  | Провінціалка                             | La provinciale                                         | Паскаль                                    |
| 1980      | ф  | Внутрішній регламент                     | Le règlement intérieur                                 | Жак Віллеман                               |
| 1981      | тф | Одруження Фігаро                         | Le mariage de Figaro                                   | Фігаро                                     |
| 1981      | тф | Війна комах                              | La guerre des insectes                                 | Мішель Сервен                              |
| 1981      | ф  | Сніг                                     | Neige                                                  | перший інспектор                           |
| 1982      | тф | Сучасні казки: Про роботу                |                                                        | пасажир автобуса (епізод «Автобус 1099»)   |
| 1983      | ф  | Мис Каналія                              | Cap Canaille                                           | Вім                                        |
| 1984      | ф  | Нічиї жінки                              | Femmes de personne                                     | Марк                                       |
| 1984      | тф | Вихід заборонений                        | Sortie interdite                                       | інспектор Маріон                           |
| 1984      | тф | Жак-фаталіст і його адвокат              | Jacques le fataliste et son maître                     | Жак                                        |
| 1985      | тф | Хай живе наречена                        | Vive la mariée                                         | Kahouami                                   |
| 1985      | ф  | Бланш і Марі                             | Blanche et Marie                                       | Жерміналь                                  |
| 1987      | с  | Сентименти                               | Sentiments                                             | Вінсент                                    |
| 1988      | ф  | Роки сендвічів                           | Les années sandwiches                                  | Арно                                       |
| 1988      | ф  | Корентен                                 | Corentin, ou Les infortunes conjugales                 | маркіз                                     |
| 1988      | ф  | Чтиця                                    | La lectrice                                            | директор фірми                             |
| 1989      | ф  | Лелеки — не такі, як про них думають     | Les cigognes n'en font qu'à leur tête                  | Жеремі                                     |
| 1989      | ф  | Поцілуй мене                             | Embrasse-moi                                           | П'єр, батько                               |
| 1989      | ф  | Спасибі, сатано́                          | Thank You Satan                                        | Ален Моньє                                 |
| 1990      | ф  | Бувають дні... Бувають ночі              | Il y a des jours... et des lunes                       | лікар, який дуже любить своїх пацієнтів    |
| 1990      | ф  | Вогонь по кандидатові                    | Feu sur le candidat                                    | Жан-Марсель Маззетті                       |
| 1990      | ф  | Австрійка                                | L'Autrichienne                                         | Герман                                     |
| 1990      | ф  | Шостий палець                            | Le sixième doigt                                       | Симон                                      |
| 1990      | ф  | Службове просування через канапу         | Promotion canapé                                       | Андре                                      |
| 1990      | тф | Наша Джульєтта                           | Notre Juliette                                         | Вінсент                                    |
| 1990      | ф  | Нечаєв повертається                      | Netchaïev est de retour                                | Leloy                                      |
| 1991      | ф  | Триплекс                                 | Triplex                                                | Ніколя Монтгерб'є                          |
| 1991      | ф  | Безлад                                   | La pagaille                                            | Жан-Жак                                    |
| 1992      | тф | Усі мої чоловіки                         | Tous mes maris                                         | Філіпп Симонен                             |
| 1992      | ф  | Прекрасна історія                        | La belle histoire                                      | П'єр Лермітт                               |
| 1993      | ф  | Дивний птах                              | Drôles d'oiseaux                                       | комісар Войто                              |
| 1993      | ф  | Удар молодих                             | Coup de jeune                                          | Ломан                                      |
| 1993      | ф  | Немає кохання без кохання!               | Pas d'amour sans amour!                                | Мішель                                     |
| 1993      | тф | Слідкуйте за мною, коли я залишу вас     | Regarde-moi quand je te quitte                         | П'єр                                       |
| 1994      | ф  | Для маленьких радощів                    | Aux petits bonheurs                                    | Бертран                                    |
| 1994      | тф | Мізантроп                                | Le misanthrope                                         | Оронт                                      |
| 1996      | тф | Цяцінька                                 | L'enfant sage                                          | батько                                     |
| 1997      | тф | Цензор школи Епіналь                     | Le censeur du lycée d'Epinal                           | Жульєн Дессаль                             |
| 1997      | ф  | Післясмак пристрасті                     | Post coïtum animal triste                              | Філіпп Клов'є                              |
| 1997      | ф  | Чоловічі слова                           | Paroles d'hommes                                       | Фаб'єн                                     |
| 1999      | ф  | Діти століття                            | Les enfants du siècle                                  | Густав Планш                               |
| 1999      | ф  | Чоловік мого життя                       | L'homme de ma vie                                      | Шарль                                      |
| 1999      | ф  | Кеннеді і я                              | Kennedy et moi                                         | Пол Герні                                  |
| 2000      | с  | Небезпечні                               | Les redoutables                                        | Марк                                       |
| 2001      | ф  | Милий хлопчик                            | Charmant garçon                                        | Октав                                      |
| 2001      | ф  | Мені тебе бракує                         | Te quiero                                              | Франк                                      |
| 2001      | ф  | Безглузда гра                            | Jeu de cons                                            | комісар Аґерр                              |
| 2002      | ф  | Такі різні                               | Sexes très opposés                                     | Фернан                                     |
| 2002      | ф  | Ірен                                     | Irène                                                  | Ґазе                                       |
| 2002      | ф  | Власники                                 | Mille millièmes                                        | Жерар                                      |
| 2003      | ф  | Живіт Жульєтти                           | Le ventre de Juliette                                  | Абель                                      |
| 2004      | тф | Гарного занепокоєння!                    | Bien agités!                                           | лейтенант Лескаро                          |
| 2004      | ф  | Змішаний шлюб                            | Mariage mixte                                          | Жан-Ів Дюпре                               |
| 2004      | ф  | Водій з Касабланки                       | Casablanca Driver                                      | Кол Мюррей, журналіст                      |
| 2004      | тф | Один проти одного                        | L'un contre l'autre                                    | Ремі                                       |
| 2004      | с  | Каамелотт                                | Kaamelott                                              | Люцій Сільський Саллустрій                 |
| 2005      | ф  | Ви сміятиметеся, але я йду геть          | Tu vas rire, mais je te quitte                         | Норберт                                    |
| 2005      | ф  | Я плюю на ваші тригери                   | J'irai cracher sur vos tongs                           | батько Лоли                                |
| 2005      | тф | Дон Кіхот або Невдачі сердитої людини    | Don Quichotte ou Les mésaventures d'un homme en colère | Дон Кіхот                                  |
| 2005      | ф  | Я тут не для того, аби мене любили       | Je ne suis pas là pour être aimé                       | Жан-Клод                                   |
| 2006      | кф | Моя остання роль                         | Mon dernier rôle                                       | Патрік Шене                                |
| 2006      | ф  | Великий Шарль                            | Le grand Charles                                       | генерал Анрі Жиро                          |
| 2006      | ф  | Кохання на стороні                       | On va s'aimer                                          | детектив                                   |
| 2006      | ф  | Я нічого не придумую                     | J'invente rien                                         | Арно                                       |
| 2007      | с  | Новели Гі Де Мопассана                   | Chez Maupassant                                        | Ернест Дюфур                               |
| 2007      | ф  | Немає сексу — немає грошей               | Le prix à payer                                        | Грегуар                                    |
| 2007      | ф  | Герої                                    | Héros                                                  | Кловіс Коста                               |
| 2007      | ф  | Скафандр і метелик                       | Le scaphandre et le papillon                           | доктор Лепаж                               |
| 2008      | ф  | Дівчина і вовки                          | La jeune fille et les loups                            | Леон Амблар                                |
| 2008      | ф  | Пісня в голові                           | Une chanson dans la tête                               | Бруно Каприз                               |
| 2009      | ф  | Код змінився                             | Le code a changé                                       | Ерванн                                     |
| 2009      | ф  | Хочу тобі дещо сказати                   | Quelque chose à te dire                                | Анрі Селльєр                               |
| 2009      | кф | Клімакс                                  | Climax                                                 | Жерар                                      |
| 2010      | ф  | Усі дівчата плачуть                      | Toutes les filles pleurent                             | Боб                                        |
| 2010      | тф | Старі шахраї                             | Vieilles canailles                                     | Мартен                                     |
| 2010      | ф  | Гітлер у Голлівуді                       | HH, Hitler à Hollywood                                 | Патрік Шене                                |
| 2010      | ф  | 600 кг золота                            | 600 kilos d'or pur                                     | Жорж                                       |
| 2010      | тф | Я вас зрозумів! Де Голль: 1958-1962 роки | Je vous ai compris: De Gaulle 1958-1962                | генерал де Голл                            |
| 2011      | тф | Великий ресторан 2                       | Le grand restaurant II                                 | клієнт проститутки                         |
| 2011      | ф  | Будь моїм сином                          | Tu seras mon fils                                      | Франсуа Амело                              |
| 2011      | ф  | Єдиний син                               | Fils unique                                            | Тео                                        |
| 2011      | тф | Червона зима                             | Hiver rouge                                            | комісар Руссо                              |
| 2012      | ф  | З поверненням                            | Bienvenue parmi nous                                   | Тайланьє                                   |
| 2012      | с  | Без обмежень                             | No Limit                                               | Клод                                       |
| 2013      | ф  | Найкращі дні попереду                    | Les beaux jours                                        | Філіпп                                     |
| 2013      | ф  | 12-річний термін                         | 12 ans d'âge                                           | П'єрро                                     |
| 2013      | ф  | Браконьєр                                | La braconne                                            | Денні                                      |
| 2013      | тф | Таємниця катакомб                        | Bleu catacombes                                        | комісар Руссо                              |
| 2014      | ф  | Лист моїх бажань                         | La liste de mes envies                                 | батько Жослін                              |
| 2014      | тф | Де ти тепер?                             | Où es-tu maintenant?                                   | командир Бродський                         |
| 2015      | тф | Жовтий ірис                              | Jaune Iris                                             | комісар Руссо                              |
| 2015      | ф  | Чудовий обмін                            | Le grand partage                                       | ексцентричний сусід                        |
| 2016      | ф  | Той, кого чекали                         | Celui qu'on attendait                                  | Болзек                                     |
| 2016      | ф  | Липень-серпень                           | Juillet août                                           | Мішель Лануа                               |
| 2016      | с  | У тіні вбивці                            | Dans l'ombre du tueur                                  | Дам'єн Моро                                |
| 2017      | тф | Темна таємниця                           | Noir enigma                                            | комісар Руссо                              |
| 2017      | ф  | Я і Че                                   | Moi et le Che                                          | Ґо                                         |
| 2018      | ф  | Ван Гог. На порозі вічності              | At Eternity's Gate                                     |                                            |
| 2018      | ф  | Звідні сестри                            | Demi soeurs                                            | нотаріус                                   |
| 2018      | ф  | Школу закінчено                          | L'école est finie                                      | Жильбер                                    |
| 2018      | ф  | Імператор Парижа                         | L'Empereur de Paris                                    | Анрі                                       |
| 2018      | ф  | Моя мама — божевільна                    | Ma mère est folle                                      | Альваро                                    |
| 2019      | ф  | Демієн хоче змінити світ                 | Damien veut changer le monde                           |                                            |
| 2019      | ф  | Моя дитина                               | Mon bébé                                               | Жуль                                       |

### Режисер
| Рік  |     | Назва українською     | Оригінальна назва | Режисер | Сценарист |
| ---- | --- | --------------------- | ----------------- | ------- | --------- |
| 2001 |     | Милий хлопчик         | Charmant garçon   | Так     | Так       |
| 2004 | т/ф | Гарного занепокоєння! | Bien agités!      | Так     |           |
| 2004 | к/м |                       | Face ou pile      | Так     | Так       |

## Визнання
| Нагороди та номінації Патріка Шене                | Нагороди та номінації Патріка Шене | Нагороди та номінації Патріка Шене | Нагороди та номінації Патріка Шене |
| Рік                                               | Категорія                          | Фільм                              | Результат                          |
| ------------------------------------------------- | ---------------------------------- | ---------------------------------- | ---------------------------------- |
| Премія Сезар                                      |                                    |                                    |                                    |
| 1989                                              | Найкращий актор другого плану      | Чтиця                              | Перемога                           |
| 2006                                              | Найкращий актор                    | Я тут не для того, аби мене любили | Номінація                          |
| 2014                                              | Найкращий актор другого плану      | Найкращі дні попереду              | Номінація                          |
| Міжнародний фестиваль франкомовного кіно в Намюрі |                                    |                                    |                                    |
| 1997                                              | Золотий Баярд найкращому акторові  | Післясмак пристрасті               | Перемога                           |
| Премія Європейської кіноакадемії                  |                                    |                                    |                                    |
| 2006                                              | Найкращий актор                    | Я тут не для того, аби мене любили | Номінація                          |